# Museu Arqueològic Municipal de Montcada
El Museu Arqueològic Municipal de Montcada, és un museu dedicat a la història local, hereu de l'antic museu etnogràfic, amb seccions de prehistòria, món iber, època romana, època medieval i època moderna.

## Història
El museu va ser inaugurat l'any 1999, com a col·lecció museogràfica acollint-se a Llei de Patrimoni Cultural Valencià aprovada en 1998.

## Fons

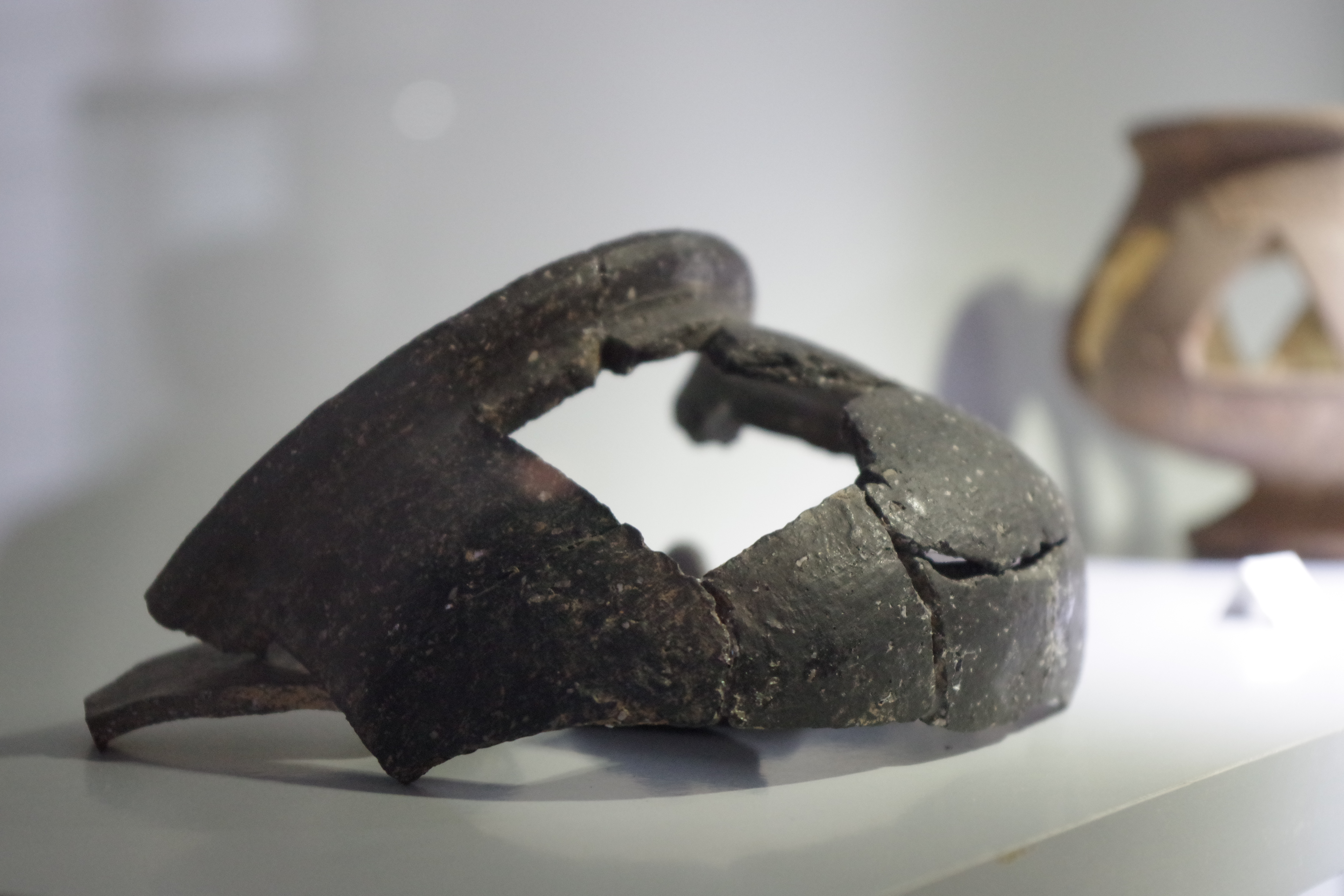
Detall de ceràmica del Museu Arqueològic Municipal de Montcada

Els fons procedeixen en part de l'antic museu etnogràfic ja desaparegut, així com de donacions de particulars. Disposa d'una exposició permanent dividida en diverses seccions: prehistòria, món iber, època romana, època medieval i moderna. També té una col·lecció numismàtica, que l'any 2015 estava essent restaurada pel Servei d'Investigació Prehistòrica de la Diputació de València. Igualment presta servei d'assessorament tècnic en el desenvolupament urbanístic, tenint en compte en el patrimoni cultural, així com servei de visites guiades al propi museu, i al Poblat ibèric emmurallat del Tos Pelat.